# Rino Lupo
Rino Lupo, pseudònim de Cesare Vitaliano Lupo (Roma, 15 de febrer de 1888 – 1934 o 1936), va ser un director i actor de cinema italià.
Lupo va ser actiu principalment a l'era del cinema mut, i va treballar principalment a Portugal, però va fer pel·lícules a diversos països europeus.

## Biografia
Nascut i criat a Roma, Rino Lupo va estar actiu a França des de 1911 a la casa de producció Gaumont, el director artístic de la qual era Louis Feuillade. Després de ser, presumiblement, ajudant de direcció de Le Mariage de minuit de Léonce Perret el 1912, va començar a rodar els seus primers curtmetratges.
El 1913 es va traslladar a Alemanya, on va rodar, amb el nom de César Lupow, el 1915, durant la Primera Guerra Mundial, el seu primer llargmetratge: Wenn Völker streiten: Drama aus dem jetzigen Krieg, considerada una de les primeres pel·lícules de propaganda alemanyes. El mateix 1915 va estar actiu a Dinamarca, on va filmar Slør-Danserinden. Posteriorment, a partir de 1916, va treballar a Rússia, traslladant-se, després de la Revolució d'Octubre, a Polònia. A Varsòvia va fundar una acadèmia de cinema i una revista especialitzada. En aquest període, després d'alguna experiència com a actor, Lupo va fer, sota el nom de Cezar Rino-Lupo, dues pel·lícules més.
L'agost de 1921 Lupo es va traslladar a Porto (Portugal), on va fundar l'Escola de Actores de Cinema (a la qual uns anys més tard estudiaria Manoel de Oliveira) i va rodar dos llargmetratges per a Invicta Film de Georges Pallu.
Després d'un període a Espanya, on va rodar una pel·lícula a Galícia, Lupo va tornar a Portugal l'any 1926. La seva darrera pel·lícula va ser José do Telhado, de 1929, que va tenir un bon èxit de públic. Es va traslladar a París, després a Berlín i el 1932 va participar com a actor en dues produccions alemanyes. Des d'aquella data no hi ha més notícies d'ell. Lupo va morir a Roma: algunes fonts anomenen 1934 com a data de la mort, altres 1936.

## Vida privada
Fill de David i Giuseppa Lupo, Rino va tenir com a germans Francesco i Beatrice. Es va casar amb l'actriu Aida Monteiro Esteves el 1923 (1903-ca. 1982), amb qui va tenir la seva filla Lalka Simon (1923-2002).

## Filmografia

### Com a director
- Wenn Völker streiten (1915)
- Slør-Danserinden (1915)
- Dwie urny (1921)
- Przez pieklo, també guionista (1921)
- Mulheres da Beira, també guionista (1923)
- Os Lobos, també guionista (1923)
- O Desconhecido (1926)
- Carmiña, flor de Galicia (1926)
- O Diabo em Lisboa (incomplet) (1927)
- As Aventuras do Tenor Romão (1927)
- Fátima Milagrosa, també guionista (1928)
- O Diabo em Lisboa, també guionista (incomplet) (1928)
- José do Telhado, també muntatge (1929)

### Actor
- Blanc et noir, dirigida per Eugeniusz Modzelewski (1919)